# Toni Bou
Antoni Bou i Mena, född 17 oktober 1986 i Piera i Anoia, och mest känd som Toni Bou, är en katalansk (spansk) trialförare. Till och med 2023 har han erövrat 32 VM-titlar i trial, varav 16 raka utomhus- och 16 raka inomhusguld. Han är därmed den mest segerrike föraren i sportens historia, före Dougie Lampkin (7 utomhus- och 5 inomhusguld) och Jordi Tarrés med 7 utomhusguld. Dessa senare överträffas dock av Laia Sanz och hennes 13 VM-guld i damtrial.
På nationell nivå har Toni Bou representerat Spanien (som helt och hållet består av förare från Katalonien) i bland annat den årliga Trial des Nations. Laget har med Bou som medlem vunnit tävlingen alla år från 2005 till och med 2018.
Toni Bou tävlar på en motorcykel av märket Repsol Montesa/HRC.